# Rain Dogs (TV-serie)
Rain Dogs är en brittisk dramakomedi serie som hade premiär på strömningstjänsten HBO Max 7 mars 2023. Första säsongen består av 8 avsnitt. Serien är regisserad av Richard Laxton och Jennifer Perrot. Manus har skrivits av Cash Carraway.

## Handling
Rain Dogs kretsar kring Costello Jones, som älskar sin arbetarklasslivsstil, men önskar ett bättre liv för sin unga dotter Iris. Iris beundrar sin mamma men hennes liv är snabbt på väg utför. För att få stöd vänder sig Costello till Selby (Iris styvfar) och Gloria (Iris gudmor).

## Roller i urval
- Daisy May Cooper - Costello Jones
- Jack Farthing - Selby
- Ronke Adekoluejo - Gloria
- Adrian Edmondson - Lenny
- Sam Hazeldine - Paul
- Karl Pilkington - Simon
- Emily Fairn - Frida